# Forte do Junco
O Forte do Junco localizava-se na foz do Lago Guaíba, ao norte da Lagoa dos Patos, no litoral do estado brasileiro do Rio Grande do Sul.
Atualmente a região onde se localizava o forte encontra-se na área do Parque Estadual de Itapuã, em Viamão.

## História

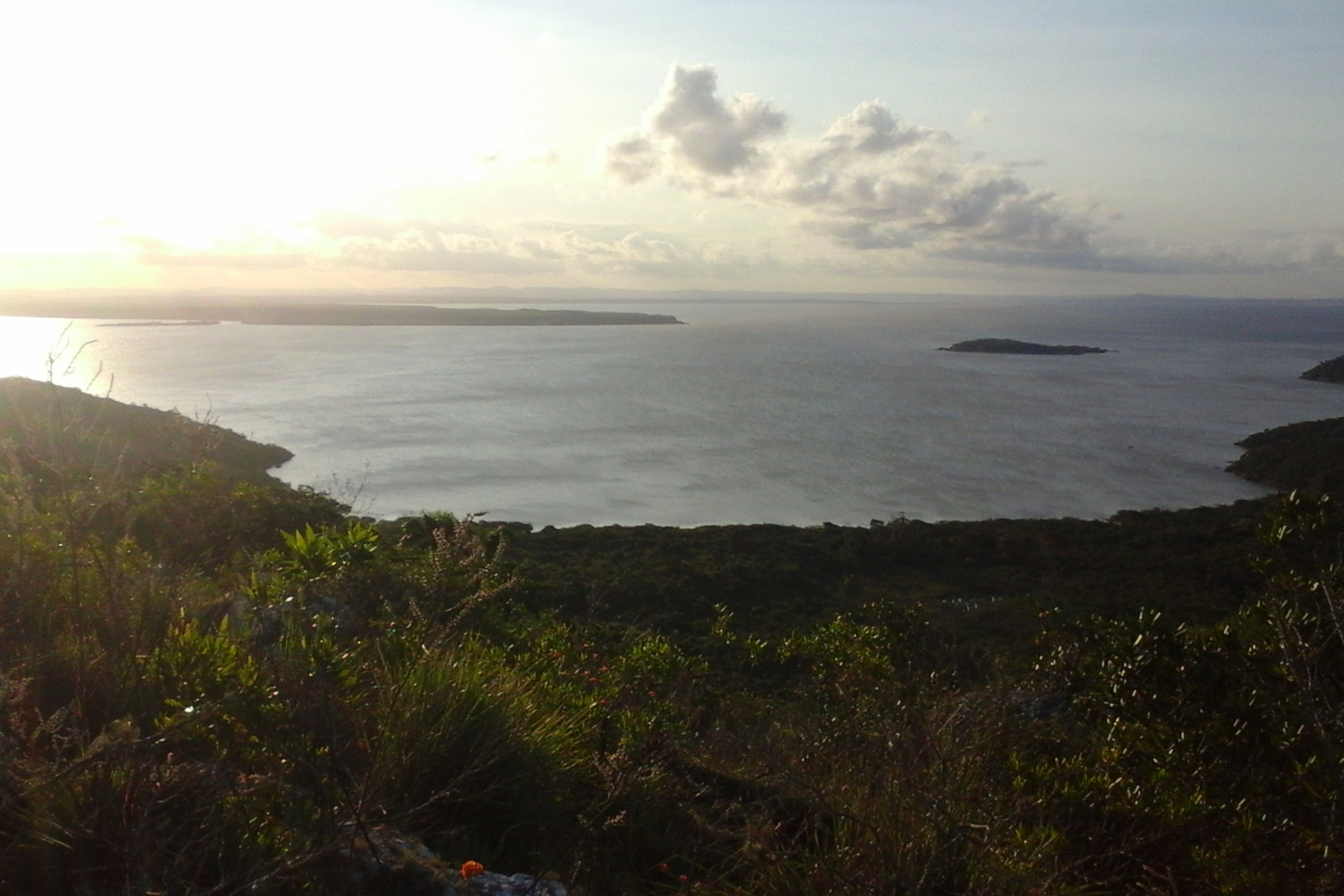
Região onde existiu o Forte do Junco, na foz do Lago Guaíba. À direita a Ilha do Junco.

Estrutura apenas citada, sem comentários, por GARRIDO (1940), que a denomina como Fortim do Junco (op. cit., p. 147).
Durante a Revolução Farroupilha (1835-1845) um fortim ou bateria de campanha com este nome existiu próximo ao Forte de Itapoã, ambos em mãos dos farrapos, ocupadas de 20 de Setembro de 1835 a 15 de Julho de 1836, para dominar o acesso a Porto Alegre (ocupada) e a foz do rio Jacuí.
SOARES (1978) reporta que a expedição anfíbia legalista contra Porto Alegre, composta por uma frota de treze embarcações sob o comando do capitão-tenente Guilherme Parker, investiu contra a foz do Lago Guaíba, bombardeou este forte e o Forte de Itapoã, e logrou retomar Porto Alegre em Julho de 1836. Os fortes, bem guarnecidos e artilhados, continuaram a resistir até ao assalto final, iniciado em 21 de Agosto de 1836. Nessa data, tropas do Exército imperial desembarcaram da frota do capitão-tenente Parker, e após renhido combate tomaram o Forte do Junco, e em seguida o Forte de Itapoã.
É lícito presumir que, tomado pelos legalistas, este forte tenha sido por eles arrasado na ocasião, do mesmo modo que o vizinho Forte de Itapoã.